# Chris Corner

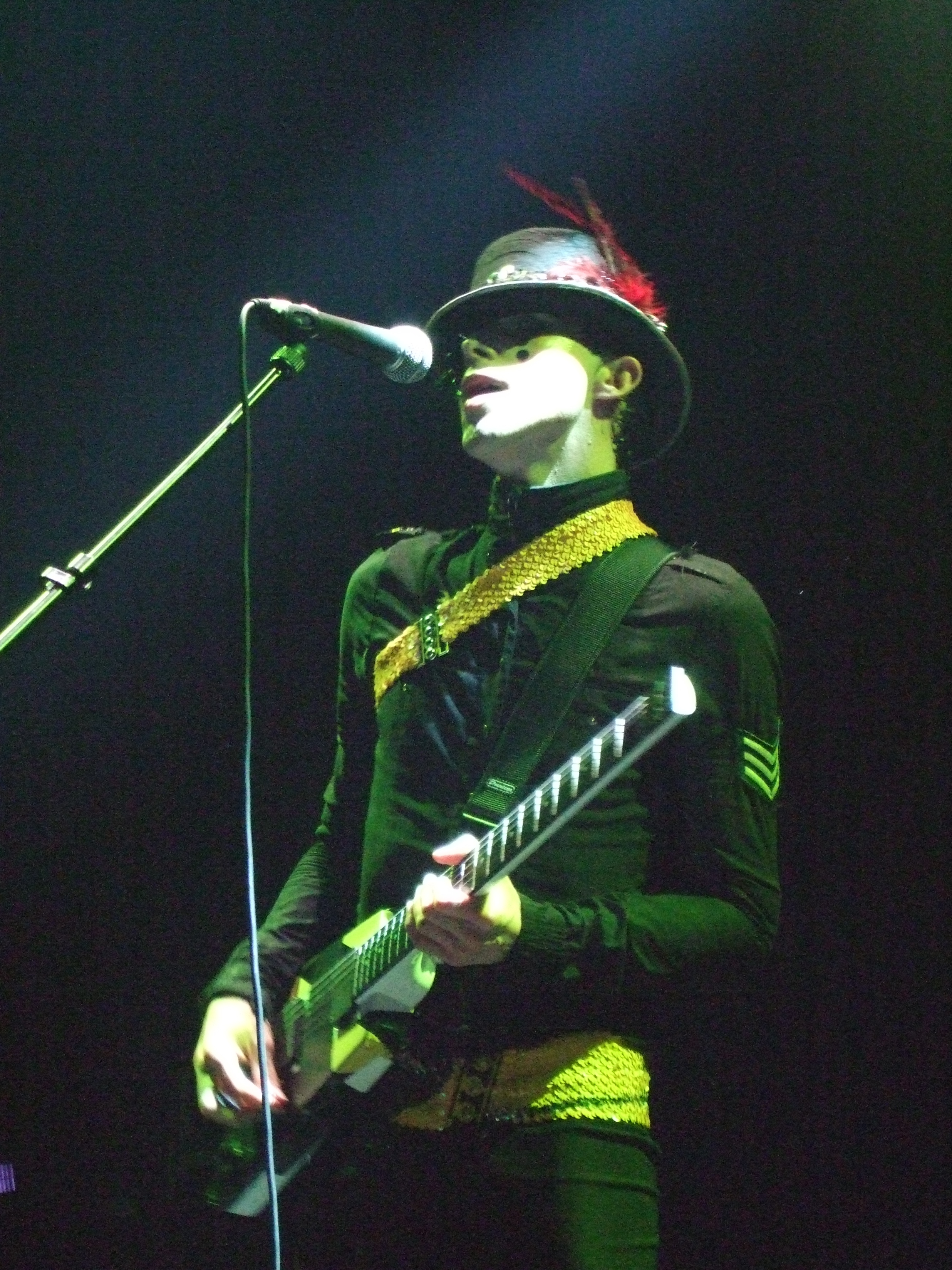
Chris Corner als IAMX

Chris Corner (* 23. Januar 1974) ist ein englischer Musiker, Musik-Produzent und Songschreiber, der als Gründungsmitglied der Band Sneaker Pimps und durch sein Soloprojekt IAMX bekannt wurde.

## Leben
Das IAMX-Debüt-Album Kiss + Swallow erschien im Jahr 2004. Darauf finden sich elektronische Songs mit Trip-Hop- und Electroclash-Einflüssen. Ein Großteil der Lieder war ursprünglich für ein viertes Sneaker-Pimps-Album geplant (Projekttitel SP4).
Das zweite Album von IAMX heißt The Alternative und erschien am 21. April 2006. Im Jahr darauf erschien die britische Fassung des Albums, bei der viele Tracks komplett überarbeitet wurden und teilweise etwas weniger elektronisch klingen – diese erschien daraufhin auch in den USA. Im Juni 2008 wurde auch das Debüt-Album Kiss and Swallow in Großbritannien und den USA neu veröffentlicht und enthält den vorher unveröffentlichten Song I-Polaroids und einen Remix zu Kiss and Swallow von Moonbootica.
Das dritte Album Kingdom of Welcome Addiction wurde am 19. Mai 2009 veröffentlicht. Der Song Think of England wurde frei zum Download angeboten. Im Jahr darauf folgte ein Remix-Album namens Dogmatic Infidel Comedown OK (ein Anagramm von Kingdom of Welcome Addiction).
2010 steuerte Corner als IAMX den Song Nightlife zum Soundtrack von Wir sind die Nacht bei. In den Jahren 2011 bis 2015 erschienen drei weitere Alben.
Chris Corner lebte in Woltersdorf (bei Berlin) und arbeitete in einem stillgelegten DDR-Fabrikgebäude an seiner Musik. Später zog er nach Los Angeles.

## Diskografie

### Alben und EPs
- Your Joy Is My Low (EP, 2004)
- Kiss + Swallow (2004)
- Sky Fighters (2005) Soundtrack des gleichnamigen Films. (franz. Titel: Les Chevaliers du Ciel)
- Your Joy Is My Low Remixes (2005)
- The Alternative (2006)
- Kiss + Swallow (Re-Release, 2006)
- The Alternative (UK-Version, 2007)
- Kingdom of Welcome Addiction (2009)
- Dogmatic Infidel Comedown OK (2010) Remixes und Neuinterpretationen von Kingdom of Welcome Addiction.
- Volatile Times (2011)
- The Unified Field (2013)
- Metanoia (2015)
- Everything Is Burning (Metanoia Addendum) (2016)
- Unfall (2017)
- Alive in New Light (2018)
- Echo Echo (2020)
- Machinate (2021)
- Mile Deep Hollow Tour 2019 (Live-Album, 2022)
- Fault Lines (2023)

### Singles
- Kiss And Swallow (2004)
- Your Joy Is My Low (2004)
- Missile (2005)
- President (2006)
- Spit It Out (11/2006)
- Nightlife (2008)
- The Alternative (2008)
- Think of England (2008)
- My Secret Friend (2009)
- Ghost of Utopia (2011)
- Bernadette (German) (2011)
- Bernadette (English) (2011)
- Volatile Times (2011)
- The Unified Field (2012)
- Quiet The Mind (2012)
- I Come With Knives (2013)
- Happiness (2015)
- Oh Cruel Darkness Embrace me (2015)
- North Star (2016)
- Art Bleeds Money (2021)
- The X ID (2023)

Alben mit Sneaker Pimps
- Becoming X (1996)
- Splinter (1999)
- Bloodsport (2002)
- Squaring the Circle (2021)